# Длуґе-Поле
Длуґе-Поле (пол. Długie Pole, нім. Langfelde) — село в Польщі, у гміні Цедри-Великі Ґданського повіту Поморського воєводства.
Населення — 627 осіб (2011).
У 1975—1998 роках село належало до Гданського воєводства.

## Демографія
Демографічна структура станом на 31 березня 2011 року:
|          | Загалом | Допрацездатний вік | Працездатний вік | Постпрацездатний вік |
| -------- | ------- | ------------------ | ---------------- | -------------------- |
| Чоловіки | 317     | 89                 | 213              | 15                   |
| Жінки    | 310     | 80                 | 186              | 44                   |
| Разом    | 627     | 169                | 399              | 59                   |